# Benetutti
Benetutti ist eine italienische Gemeinde (comune) mit 1664 Einwohnern (Stand 31. Dezember 2023) in der Metropolitanstadt Sassari auf Sardinien. Die Gemeinde liegt etwa 60,5 Kilometer südöstlich von Sassari und etwa 20 Kilometer nordwestlich von Nuoro und grenzt unmittelbar an die Provinz Nuoro.

## Geschichte
Das Felsengrab von Luzzanas, der Dolmen di Monte Maone und mehrere Gigantengräber deuten auf eine Besiedlung durch die Nuraghenkultur.

## Persönlichkeiten
- Francesco Cocco-Ortu (1842–1929), Minister